# Blanche (metrostation)
Blanche is een station van de metro in Parijs langs metrolijn 2, in het 9e en 18e arrondissement, onder de Boulevard de Clichy. Het station werd genoemd naar de nabije Place Blanche.
Nabij het metrostation bevindt zich de Moulin Rouge.
Porte Dauphine · 
Victor Hugo · 
Charles de Gaulle - Étoile · 
Ternes · 
Courcelles · 
Monceau · 
Villiers · 
Rome · 
Place de Clichy · 
Blanche · 
Pigalle · 
Anvers · 
Barbès - Rochechouart · 
La Chapelle · 
Stalingrad · 
Jaurès · 
Colonel Fabien · 
Belleville · 
Couronnes · 
Ménilmontant · 
Père Lachaise · 
Philippe Auguste · 
Alexandre Dumas · 
Avron · 
Nation
- Virtual International Authority File: 262273583